# The Rose That Grew from Concrete
Albums de 2Pac
Still I Rise
(1999) Until the End of Time
(2001)
The Rose That Grew from Concrete est un album posthume basé sur la poésie et les écrits de Tupac Shakur, sorti en 2000.
Cet album présente un large éventail de célébrités lisant la poésie de Shakur.
En 2011, 262 672 exemplaires ont été vendus aux États-Unis.

## Liste des pistes
| No  | Titre                                                                                                  | Durée |
| --- | --- | ----- |
| 1.  | Interlude                                                                                              | 0:57  |
| 2.  | Wake Me When I'm Free (featuring Babatunde Olatunji)                                                   | 5:52  |
| 3.  | Can U C the Pride in the Panther? (Male Version) (featuring Mos Def)                                   | 2:57  |
| 4.  | When URE Heart Turns Cold (featuring Sonia Sanchez)                                                    | 1:38  |
| 5.  | U R Ripping Us Apart!!! (featuring dead prez)                                                          | 3:04  |
| 6.  | Tears of a Teenage Mother (featuring Jasmine Guy)                                                      | 0:39  |
| 7.  | God (featuring Reverend Run)                                                                           | 0:47  |
| 8.  | And Still I Love You (featuring Red Rat)                                                               | 3:03  |
| 9.  | Can U C the Pride in the Panther? (Female Version) (featuring Mos Def)                                 | 4:54  |
| 10. | If There Be Pain (featuring Providence & RasDaveed El Harar)                                           | 4:32  |
| 11. | A River That Flows Forever (featuring Danny Glover, Afeni Shakur et The Cast of The Lion King)         | 2:20  |
| 12. | The Rose That Grew from Concrete (featuring Nikki Giovanni)                                            | 2:35  |
| 13. | In The Event of My Demise (featuring Outlawz et Geronimo Ji Jaga)                                      | 4:41  |
| 14. | What of a Love Unspoken (featuring Tre' de Pharcyde)                                                   | 3:16  |
| 15. | Sometimes I Cry (featuring Dan Rockett)                                                                | 3:10  |
| 16. | The Fear in the Heart of a Man (featuring Q-Tip)                                                       | 4:16  |
| 17. | Starry Night (featuring Quincy Jones & Mac Mall)                                                       | 4:33  |
| 18. | What of Fame? (featuring Russell Simmons)                                                              | 0:21  |
| 19. | Only 4 the Righteous (featuring Rha Goddess)                                                           | 2:29  |
| 20. | Why Must You Be Unfaithful? (featuring Sarah Jones)                                                    | 1:12  |
| 21. | Wife 4 Life (featuring 4th Avenue Jones' et K-Ci)                                                      | 4:06  |
| 22. | Lady Liberty Needs Glasses (featuring Malcolm-Jamal Warner)                                            | 2:23  |
| 23. | Family Tree (featuring Lamar Antwon Robinson et The IMPACT Repertory Theatre Group)                    | 3:21  |
| 24. | Thug Blues (featuring Lamar Antwon Robinson, Tina Thomas Bayyan et The IMPACT Repertory Theatre Group) | 4:46  |
| 25. | The Sun and the Moon (featuring Chief Okena Littlehawk)                                                | 1:56  |

## Classement
| Classement hebdomadaire               | Position |
| ------------------------------------- | -------- |
| U.S. Billboard 200                    | 89       |
| U.S. Billboard Top R&B/Hip Hop Albums | 28       |

## Personnel
- Jamal Joseph — Producteur
- Tevin Thomas — Coproducteur, clavier sur "God", " Only 4 the Righteous"
- Mike Mingioni — Ingénieur, photo de couverture, notes d'accompagnement, producteur exécutif, basse, voix sur "Wake Me When I'm Free"
- Molly Monjauze — producteur exécutif
- Herbert Leonard — Percussions
- Gloria Cox — Producteur exécutif
- Russell Simmons — Interprète
- Atiba Wilson — Flûte
- Mos Def - Interprète
- Tim Izo Orindgreff — Flûte
- Dead Prez - Interprète
- Royal Bayyan — Interprète & clavier
- Jasmine Guy - Interprète
- Sonia Sanchez — Notes d'accompagnement
- QD3 - Interprète
- Brian Gardner — Mastering
- Danny Glover - Interprète
- Taavi Mote — Mixage
- Red Rat — Producteur
- Skip Saylor — Mixage
- TuPac — Voix
- Chris Puram — Mixage
- Nefertiti — Voix de fond
- Claudio Cueni — Mixage
- Val Young — Voix de fond
- Atiba Wilson — Percussions
- Tom Whalley — A&R
- Sikiru Adepoju — Interprète
- Juan Ramirez — Ingénieur assistant
- Sarah Jones — Interprète
- Malcolm-Jamal Warner — Basse
- Jeffery Newbury — Photographie
- Claudio Cueni — Ingénieur
- Voza Rivers — Producteur
- Brian Springer — Ingénieur
- Royal Bayyan — Producteur
- Thomas R. Yezzi — Ingénieur
- Khalis Bayyan — Saxophone
- Tyson Leeper — Ingénieur
- Charles Mack — Voix de fond
- Duncan Aldrich — Ingénieur
- Nikki Giovanni — Voix
- Noelle Scaggs — Notes d'accompagnement, voix sur "If There Be Pain"
- Q-Tip — Interprète
- Tre Hardson — Interprète
- Erik Rico — Producteur